# Sporopollenine

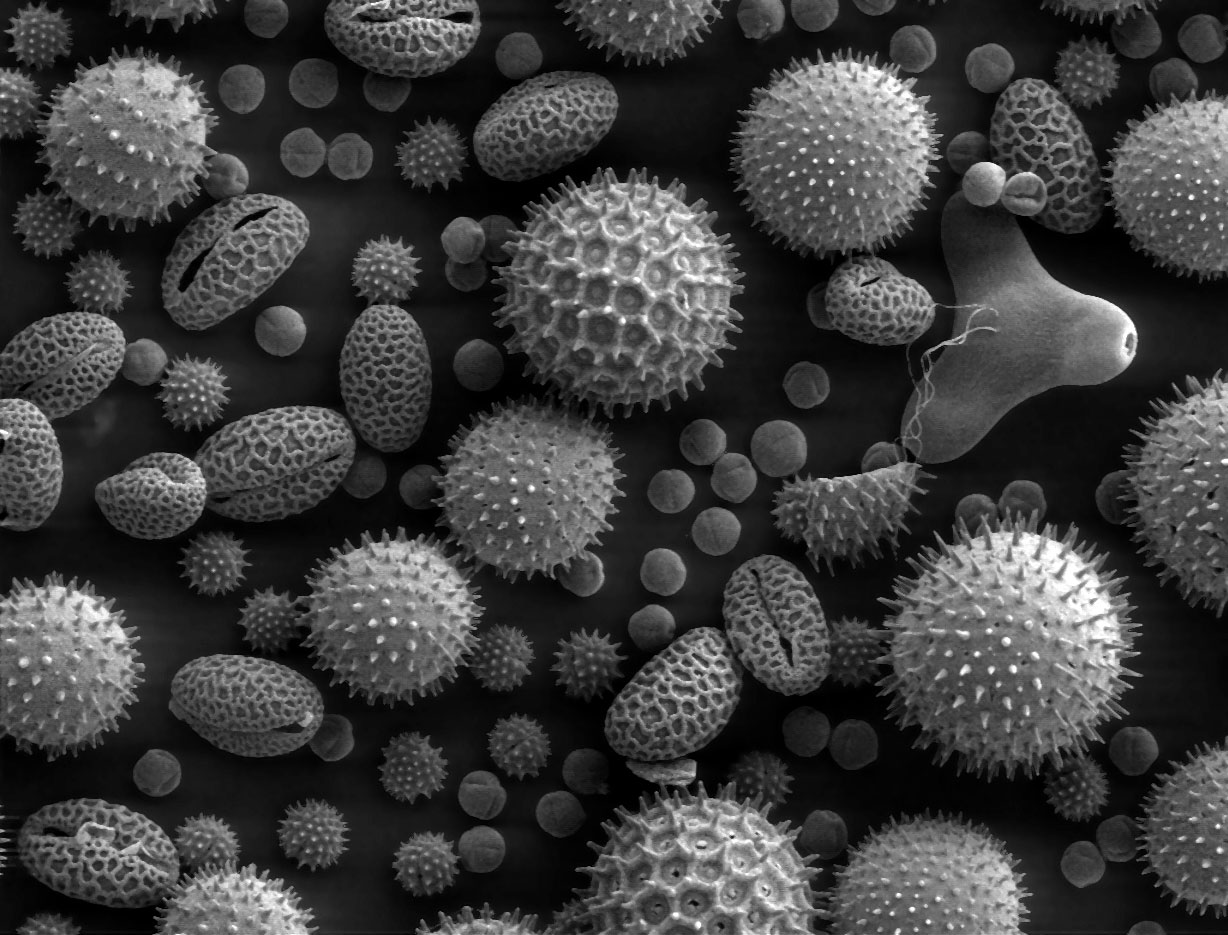
Afbeelding van pollen gemaakt met een elektronenmicroscoop.

Sporopollenine is een stof die een hoofdbestanddeel vormt van de stevige buitenwanden van sporen (de "exospore") en pollen (de "exine"). Omdat sporopollenine nauwelijks reactief (inert als zuur, base of oplosmiddel) is blijft het goed bewaard in bodems en sedimenten. Omdat de exine vaak ingewikkelde patronen en structuren heeft die per soort verschillen kan sporopollenine gebruikt worden om de flora van een gebied in het verleden te bepalen.
De chemische samenstelling van sporopollenine is niet precies bekend omdat de stof zo inert is en nauwelijks reageert met enzymen en andere sterke reactanten. Analyse heeft uitgewezen dat het bestaat uit onderling verwante biopolymeren, voornamelijk vetzuren, fenylpropanoïden, fenolen en sporen van carotenoïden. Experimenten met tracers hebben aangetoond dat de stof ontstaat uit fenylalanine en andere koolstofhoudende stoffen. Waarschijnlijk vormen deze verschillende stoffen samen de rigide structuur van sporopollenine.
Door elektronenmicroscopie is duidelijk geworden dat in de cellen die zich rond groeiende pollen in meeldraden bevinden lipofiele belletjes aanwezig zijn waarin zich de stoffen bevinden waaruit sporopollenine wordt gemaakt.